# Hamburg-Billwerder
Billwerder is een stadsdeel in het district Bergedorf van de stad Hamburg in Duitsland. De naam stond vroeger voor een groter gebied ten zuiden van de rivier Bille. Het maakt deel uit van het gebied van de Marschlande. Het is een vochtig en dunbevolkt gebied, dat de overgang vormt tussen de Elbmarschen en de oostelijke uitlopers van de Hamburgse haven. In hoofdzaak zijn er land- en tuinbouwbedrijven gevestigd. De Bundesautobahn 1 loopt door het gebied.

## Naam
De naam is afgeleid van Billnawerthe respectievelijk Billna en Billenkercken, naar "Eiland in de Bille". Tot 1949 heette de plaats Billwärder an der Elbe.

## Geschiedenis

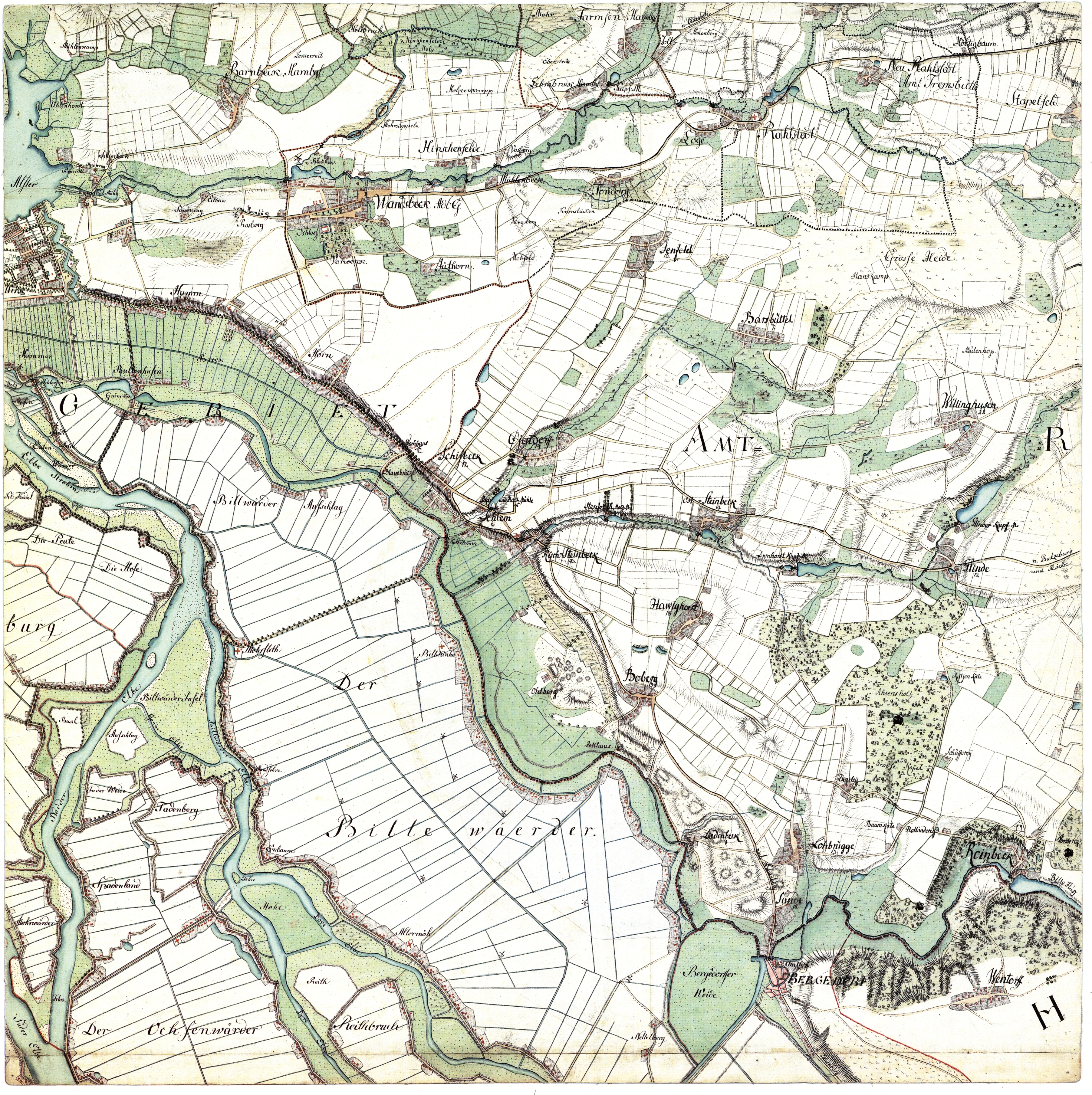
Billwärder rond 1790

Vanaf de 12e eeuw weren er in dit gebied eilanden in de Elbe ingedijkt, en van 1150 was er hier bewoning. Naar Hollands voorbeeld werden dijken aangelegd en werd met afwatering gestart zodat aan landbouw kon worden gedaan.
In 1320 werd het dorp door een zware stormvloed vernield. In 1331 werden de kerkklokken verkocht om een nieuwe dijk te financieren. In 1385 verkregen de Hamburgse raadsleden Albert en Johannes Hoyer het gebruiksrecht op Billwerder. In 1395 verwierf de stad Hamburg de eigendom van graaf Otto I von Schauenburg. Het Landherrenschaft Bill- und Ochsenwerder nam het beheer over en de stad financierde nieuwe dijken, waardoor het gebied vanaf de 15 eeuw veilig was.
Er werden vooral graan, en hop voor de Hamburgse brouwerijen geteeld.

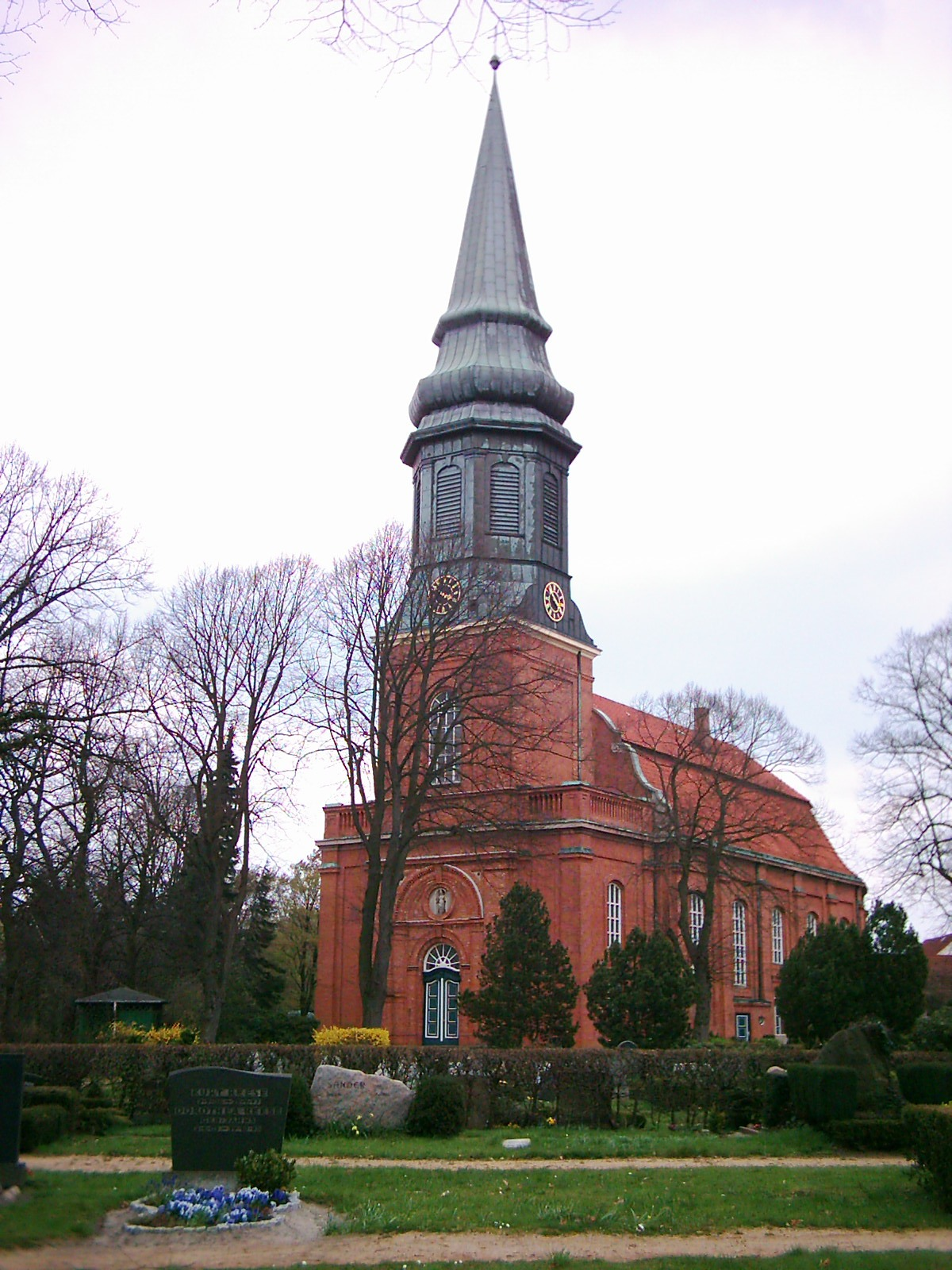
St-Nicolaaskerk

In 1627, tijdens de Dertigjarige Oorlog, werd Billwerder geplunderd. In 1675 trokken de Deense troepen door het gebied en in 1686 werd het bezet door de hertog van Braunschweig-Lüneburg. 
Door de militaire gebeurtenissen verarmde de bevolking. Door de omschakeling van graan- naar groententeelt verbeterde de toestand weer.
In 1830 werd de Landherrenschaft der Marschlande opgericht waar Billwerder deel van uitmaakte.
Na 1850 ontwikkelde zich in het noordoosten van Billwerder een groot industrieterrein, dat in 1913 het afzonderlijk stadsdeel Billbrook werd.
In het noordwesten ontstond een dichtbevolkt gebied dat in 1894 het stadsdeel Billwerder Ausschlag werd, en in voor een groot deel het nieuwbenoemde stadsdeel Rothenburgsort.
Bij de Stormvloed van 1962 werd Billwerder zwaar beschadigd.
Sinds 1991 bevindt zich in Billwerder ook een overslagstation voor containers dat in 2012 werd uitgebreid.

## Bezienswaardigheden
- Sint-Nicolaaskerk
- De zendmast van Sender Billwerder-Moorfleet is met zijn hoogte van 304 meter de hoogste constructie van Hamburg